# Porphyrostemma chevalieri
Porphyrostemma chevalieri là một loài thực vật có hoa trong họ Cúc. Loài này được (O.Hoffm.) Hutch. & Dalziel miêu tả khoa học đầu tiên năm 1931.